# Collegium hortense
Collegium hortense je vokálně-instrumentální soubor pod vedením Matouše Pavlise a Jana Zástěry. Soubor vznikl v lednu roku 2011 v Teplicích a dnes je jedním z nejvýraznějších hudebních těles Ústeckého kraje. Collegium hortense má silnou vazbu ke svému regionu, dlouhodobě se soustředí především na znovuobjevování a interpretaci děl starých autorů a místních rodáků (především Jakoba Trautzla, dále také J. M. Wolframa, Joachima Crona, Wenzela Plašky a dalších) a rovněž se věnuje hudbě současných autorů, kteří na tuto kulturní tradici navazují.
Mezi nejdůležitější umělecké partnery Collegia hortense patří mj. orchestr Hudby hradní stráže a Policie ČR; při větších projektech soubor spolupracuje také s dalšími hudebními tělesy, např. s Bendovým komorním orchestrem či s drážďanským Bläserkollegium Dresden. Collegium hortense je prvním českým souborem v novodobé historii, jemuž bylo umožněno doprovodit liturgii v bazilice sv. Petra ve Vatikánu.

## Trautzlova umělecká společnost
Trautzlova umělecká společnost, z.s. (zkr. TUS) slouží jako organizační, ideové a právní zázemí Collegia hortense. Jejím cílem je navázat na (v minulém století částečně zpřetrhanou) kulturní tradici regionu severních a severozápadních Čech a dále podporovat jeho autentický kulturní rozvoj.
Skrze badatelskou, publikační, vydavatelskou, osvětovou a popularizační činnost, jakož i pobídkami k současné tvorbě s návazností na region, se TUS snaží mj. přispívat k dalšímu zkulturňování kraje a  zvyšování povědomí obyvatel o vlastním historickém dědictví. Předsedou spolku je Petr Šíla, uměleckým vedoucím je plk. Jan Zástěra.

## Působnost
Vyjma regionálních autorů se Collegium hortense věnuje také hudbě světoznámých skladatelů jako jsou W. A. Mozart, J. S. Bach, William Byrd, Tomás Luis de Victoria a další. Působí jako chrámový soubor v Teplicích, věnuje se rovněž hudebnímu divadlu a opeře. Za zmínku stojí operní trilogie o objevení teplických léčivých pramenů na motivy z Hájkovy kroniky, dále opera „Trautzl nebo Casanova?!“ či novobarokní oratorium „Mysterium porcellani“. Soubor již několik let pravidelně doprovází každoroční Národní svatováclavskou pouť do Staré Boleslavi, vystupuje také ale v katedrále sv. Víta na Pražském hradě.

## Koncerty
Od svého založení absolvoval soubor již mnoho desítek koncertů na domácí i zahraniční půdě. K nejvýznamnějším počinům patří uvedení premiéry oratoria Saul aneb síla hudby (od cisterciáckého mnicha Jakoba Trautzla) v Oseku, adventní koncerty Ústeckého kraje let 2016,  2017 a 2018, adventní koncert u příležitosti 98. výročí založení Hradní stráže v katedrále sv. Víta na Pražském hradě v roce 2016, premiéra oratoria Korunovace českých králů (autorem Jan Zástěra), koncert pro velvyslance Visegrádské skupiny v Římě a hudební doprovod liturgie celebrované Mons. Miloslavem Vlkem v bazilice sv. Petra ve Vatikánu (2016) či vánoční koncert ve Španělském sále Pražského hradu pro prezidenta republiky v roce 2015.
Provedením oratoria Saul v saském Rechenbergu doprovodil soubor v rámci Dnů evropského dědictví (září 2019) II. oficiální symbolické znovupropojení tratí Teplice/Most-Moldava-Freiberg.

## Diskografie
- České nebe – cyklus duchovních kantát
- Jubilate Deo – duchovní skladby
- Korunovace českých králů – oratorium
- Mysterium porcellani – oratorium
- Pramen milostí a Stabat mater
- Pro Anežku – skladby k Národní pouti do Říma 2019
- Saul aneb síla hudby – oratorium
- Vepřové spiknutí – opera buffa
- Vepřová odysea – opera buffa
- Vepřové schizma – opera buffa